# Streblocera chiuae
Streblocera chiuae är en stekelart som beskrevs av Chou 1990. Streblocera chiuae ingår i släktet Streblocera och familjen bracksteklar. Inga underarter finns listade i Catalogue of Life.